# Supercoppa di Polonia 2012 (pallacanestro)
La Supercoppa di Polonia 2012 è la 7ª Supercoppa di Polonia di pallacanestro maschile.
La partita è stata disputata il 26 settembre 2012 presso la Gdynia Sports Arena di Gdynia tra il Gdynia, campione di Polonia 2011-12 e il Trefl Sopot vincitore della Coppa di Polonia 2012.

## Finale
| Arbitri: | Janusz Calik Dariusz Lenczowski Wojciech Liszka |

| |            | |
| Blassingame 21 | Punti      | 18 Waczyński |
| Koszarek 7 | Assist     | 6 Turner |
| Khazzouh 9 | Rimbalzi   | 9 Dylewicz |
| 5 Robinson• 10 Blassingame• 11 Khazzouh• 15 Koszarek• 20 Szczotka 4 Viney• 6 Pamuła• 7 Śnieg• 8 Witka• 12 Mahalbašić• 14 Ponitka | Formazioni | 5 Turner• 8 Dylewicz• 15 Špralja• 21 Waczyński• 24 Zamojski 6 Jaśkiewicz• 9 Dąbrowski• 10 Stefański• 11 Brembly• 17 Lebiedziński• 20 Jarmakowicz• 23 Michalak |
| Kęstutis Kemzūra | Allenatori | Mariusz Niedbalski |